# Słobódka (rejon tyśmienicki)
Słobódka (ukr. Слобідка, Słobidka), Słobódka pod Odajami, Słobódka ad Odaje – wieś na Ukrainie, w obwodzie iwanofrankiwskim, w rejonie tyśmienickim.